# Katja Kittler
Katja Werner (geb. Kittler) (* 1. März 1968 in Bartmannshagen/Grimmen) ist eine deutsche ehemalige Handballspielerin.

## Verein und Ausbildung
In der DDR spielte Kittler für die Damenmannschaft des SC Empor Rostock, entlohnt mit lediglich 500 Ost-Mark monatlich. Hier wurde sie in der Saison 1986/87 mit 108 Toren (49 Siebenmeter) Torschützenkönigin der DDR-Oberliga und gewann 1989 den DDR-Meistertitel. In Rostock legte sie dabei begleitend zu ihrer sportlichen Laufbahn das Vordiplom als Diplomsportlehrerin ab. Anfang der 1990er Jahre war Kittler, die am 17. November 1989 als erste aktive DDR-Sportlerin in den Westen übersiedelte, mit 1,85 Meter Körpergröße die größte Bundesliga-Handballerin. Die Rückraumspielerin, die nun parallel eine Ausbildung zur Bankkauffrau erfolgreich absolvierte, spielte zu jener Zeit für den TV Lützellinden. Dort gehörte sie bereits 1991 zur Mannschaft, die den Europacup gewann. 1993 wurde sie mit Lützellinden überdies Deutscher Meister. Zwei Jahre später beendete sie beim Frankfurter HC ihre Karriere. 
Von 1997 bis 2002 studierte die Kommunikationswirtin Kittler an der Berliner Universität der Künste Gesellschafts- und Wirtschaftskommunikation.

## Nationalmannschaft
Zudem war Kittler Mitglied sowohl der bundesrepublikanischen als auch der DDR-Nationalmannschaft und stand auch nach der Wiedervereinigung in Deutschlands Frauen-Nationalteam. Damit ist sie die einzige Frau, die in drei Nationalmannschaften spielte. Sie bestritt 67 Länderspiele.